# Mycteroperca phenax
Mycteroperca phenax là một loài cá biển thuộc chi Mycteroperca trong họ Cá mú. Loài này được mô tả lần đầu tiên vào năm 1884.

## Phân bố và môi trường sống
M. phenax có phạm vi phân bố rộng rãi ở vùng biển Tây Bắc Đại Tây Dương. Loài này được tìm thấy từ bang Bắc Carolina, dọc theo vùng biển đông nam Hoa Kỳ, trải rộng gần như khắp vịnh Mexico, xuống đến miền nam Belize, ngoại trừ xung quanh Cuba. Ở biển Caribe, loài này được tìm thấy từ Colombia đến Tobago ở phía bắc Nam Mỹ.
M. phenax trưởng thành thường sống xung quanh các rạn san hô (nhất là san hô thuộc chi Oculina) và rạn đá ngầm ở vùng nước sâu xa bờ, ở độ sâu khoảng 30 đến 100 m; bơi vào gần bờ khi nhiệt độ nước biển giảm xuống dưới 8 °C. Chúng sống đơn độc, hoặc hợp thành nhóm từ 5 đến 50 cá thể. Cá con thường xuất hiện ở các khu vực rừng ngập mặn hoặc gần cửa sông. Khi trưởng thành, chúng di chuyển đến vùng nước sâu hơn.

## Mô tả
M. phenax trưởng thành có thể đạt kích thước chiều dài cơ thể tới 107 cm; tuổi thọ tối đa được ghi nhận là 31 năm. Cá mái chuyển đổi giới tính thành cá đực khi được 11 năm tuổi. Đầu và thân của cá thể trưởng thành màu nâu nhạt, thân được bao phủ bởi những mảng đốm màu nâu đỏ, hoặc là những chấm nhỏ chi chít. Xung quanh mắt có các vệt sẫm. Vây đuôi màu đen; hình lưỡi liềm. Loài này cũng có nhiều biến thể hoa văn trên thân. Cá con tương đồng màu sắc với cá trưởng thành.
Số gai ở vây lưng: 11; Số tia vây mềm ở vây lưng: 16 - 18; Số gai ở vây hậu môn: 3; Số tia vây mềm ở vây hậu môn: 11 - 12; Số tia vây mềm ở vây ngực: 15 - 17; Số lược mang: 26 - 31; Số vảy đường bên: 76 - 82.